# Planckova masa
Planckova masa, je fizikalna konstanta, s oznakom mP, a to je jedinica mase, jednaka 2,17644(11)×10−8 kilograma. 
Planckova masa se određuje sa:
{\displaystyle m_{P}={\sqrt {\frac {\hslash c}{G}}}}≈ 1,2209 x 1019 GeV/c2 = 2,17644(11) x 10-8 kg
gdje je c – brzina svjetlosti u vakuumu, G – gravitacijska konstanta i ħ - reducirana Planckova konstanta. Dvije brojke u zagradama predstavljaju standardnu grešku.
Fizičari elementarnih čestica i kozmolozi često koriste reduciranu Planckovu masu, koja iznosi:
{\displaystyle {\sqrt {\frac {\hbar {}c}{8\pi G}}}} ≈ 4,340 10-6 g = 2.43 × 1018 GeV/c2
Dodani faktor 1/√8π pojednostavljuje brojne jednadžbe u općoj teoriji relativnosti. Ime je dobila po Maxu Plancku, jer je to otprilike veličina na koju kvant djeluje.

## Značaj
Planckova masa je masa Planckove čestice, teoretske minijaturne crne rupe, čiji Scwarzschildov polumjer je jednak Planckovoj duljini.